# Tramwaje w Polsce
Tramwaje w Polsce – systemy komunikacji tramwajowej działające w Polsce.
Od 19 grudnia 2015 roku w Polsce istnieje szesnaście systemów tramwajowych – dziesięć z nich to systemy normalnotorowe (1435 mm), a pięć wąskotorowe (1000 mm) i jedna sezonowa linia tramwaju konnego.

## Charakterystyka
Najmłodsza miejska sieć tramwajowa powstała w 2015 roku w Olsztynie, zaś najstarsza działa w Warszawie. Największa sieć pod względem długości toru pojedynczego znajduje się w Górnośląsko-Zagłębiowskiej Metropolii, z kolei najmniejsza znajduje się w Grudziądzu. W latach 1945–1989 systemy w większych miastach były rozbudowywane i modernizowane: Warszawie, Poznaniu, Gdańsku, Wrocławiu, Łodzi, Krakowie, Szczecinie, Bydgoszczy, Toruniu, a w średnich i małych ośrodkach miejskich likwidowane: Słupsku, Inowrocławiu, Olsztynie, Wałbrzychu, Legnicy, Jeleniej Górze, Bielsku-Białej. Niektóre sieci zostały zlikwidowane przez podział miasta pomiędzy dwa państwa: Cieszyn, Słubice, Zgorzelec.
Tramwaj konny w Mrozach ma najmniejszy rozstaw szyn (900 mm); jest atrakcją turystyczną.

## Rozbudowa sieci tramwajowej po 1989
Po wejściu Polski do Unii Europejskiej polskie samorządy mogą liczyć na wsparcie unijne w realizacji projektów tramwajowych. Wiele polskich miast z tego faktu skorzystało i modernizuje sieć (np. Grudziądz) bądź buduje nowe odcinki torowisk, między innymi: Warszawa, Kraków, Poznań, Łódź, Bydgoszcz, Toruń, Szczecin i Wrocław. Istnieją (lub istniały) plany przywrócenia linii tramwajowych w niektórych miastach (np. Słubice) lub budowy zupełnie nowych systemów, np. w Płocku, Radomiu, Rzeszowie czy Zamościu; jedynym zrealizowanym projektem odtworzenia systemu od nowa jest sieć tramwajowa w Olsztynie.

## Systemy
| Miasto lub obszar                   | Operator                                    | Rozstaw                     | Długość toru pojedynczego (km) | Data     | Data           | Data        | Artykuł                                          |
| Miasto lub obszar                   | Operator                                    | Rozstaw                     | Długość toru pojedynczego (km) | Otwarcia | Elektryfikacji | Likwidacji  | Artykuł                                          |
| ----------------------------------- | ------------------------------------------- | --------------------------- | ------------------------------ | -------- | -------------- | ----------- | ------------------------------------------------ |
| Białystok                           | Towarzystwo Białostockich Tramwajów Konnych | 1000 mm                     | 6,2 (ok.)                      | 1895     | brak           | 1915        | Tramwaje w Białymstoku                           |
| Bielsko-Biała                       | Bielska Kolej Elektryczna                   | 1000 mm                     | 8,3                            | 1895     | 1895           | 1971        | Tramwaje w Bielsku-Białej                        |
| Bydgoszcz                           | MZK Bydgoszcz                               | 1000 mm                     | 91,86                          | 1888     | 1896           | funkcjonuje | Tramwaje w Bydgoszczy                            |
| Bytom                               | Städtische Straßenbahn Beuthen              | 1435 mm                     | b.d.                           | 1913     | 1913           | 1945        | Tramwaje w Bytomiu                               |
| Cieszyn                             | b.d.                                        | 1000 mm                     | 1,8                            | 1911     | 1911           | 1921        | Tramwaje w Cieszynie                             |
| Częstochowa                         | MPK Częstochowa                             | 1435 mm                     | 30                             | 1959     | 1959           | funkcjonuje | Tramwaje w Częstochowie                          |
| Elbląg                              | Tramwaje Elbląskie                          | 1000 mm                     | 33,83                          | 1895     | 1895           | funkcjonuje | Tramwaje w Elblągu                               |
| Gdańsk                              | Gdańskie Autobusy i Tramwaje                | 1435 mm                     | 114,4                          | 1873     | 1896           | funkcjonuje | Tramwaje w Gdańsku                               |
| Gorzów Wielkopolski                 | MZK Gorzów Wielkopolski                     | 1435 mm                     | 24,43                          | 1899     | 1899           | funkcjonuje | Tramwaje w Gorzowie Wielkopolskim                |
| Górnośląsko-Zagłębiowska Metropolia | Tramwaje Śląskie                            | 1435 mm                     | 336,1                          | 1894     | 1899           | funkcjonuje | Tramwaje w Górnośląsko-Zagłębiowskiej Metropolii |
| Grudziądz                           | MZK Grudziądz                               | 1000 mm                     | 18                             | 1896     | 1899           | funkcjonuje | Tramwaje w Grudziądzu                            |
| Gubin                               | b.d.                                        | 1000 mm                     | 2,5                            | 1904     | 1904           | 1938        | Tramwaje w Gubinie                               |
| Inowrocław                          | b.d.                                        | 1000 mm                     | 4,2                            | 1912     | 1912           | 1962        | Tramwaje w Inowrocławiu                          |
| Jelenia Góra                        | Kolej Elektryczna w Jeleniej Górze          | 1000 mm (do 1899 – 1435 mm) | 19,2                           | 1897     | 1900           | 1969        | Tramwaje w Jeleniej Górze                        |
| Kostrzyn nad Odrą                   | b.d.                                        | 1000 mm                     | 6,3                            | 1903     | 1925           | 1945        | Tramwaje w Kostrzynie nad Odrą                   |
| Koszalin                            | Kösliner Stadt- und Strandbahn              | 1435 mm                     | 17,4                           | 1911     | 1911           | 1938        | Tramwaje w Koszalinie                            |
| Kraków                              | MPK Kraków                                  | 1435 mm (do 1953 – 900 mm)  | 194                            | 1882     | 1900           | funkcjonuje | Tramwaje w Krakowie                              |
| Legnica                             | b.d.                                        | 1000 mm                     | b.d.                           | 1882     | 1898           | 1968        | Tramwaje w Legnicy                               |
| Mrozy                               | Warszawskie Towarzystwo Higieniczne         | 900 mm                      | 2,5                            | 1908     | brak           | 1967        | Tramwaj konny w Mrozach                          |
| Mrozy                               | Gmina Mrozy                                 | 900 mm                      | 1,75                           | 2012     | brak           | funkcjonuje | Tramwaj konny w Mrozach                          |
| Aglomeracja łódzka                  | MPK Łódź                                    | 1000 mm                     | 208                            | 1898     | 1898           | funkcjonuje | Tramwaje w Łodzi                                 |
| Olsztyn                             | MZK Olsztyn                                 | 1000 mm                     | 6                              | 1907     | 1907           | 1965        | Tramwaje w Olsztynie                             |
| Olsztyn                             | MPK Olsztyn                                 | 1435 mm                     | 21                             | 2015     | 2015           | funkcjonuje | Tramwaje w Olsztynie                             |
| Poznań                              | MPK Poznań                                  | 1435 mm                     | 157,7                          | 1880     | 1898           | funkcjonuje | Tramwaje w Poznaniu                              |
| Słubice                             | b.d.                                        | 1000 mm                     | b.d.                           | 1898     | 1898           | 1945        | Tramwaje w Słubicach                             |
| Słupsk                              | MZGK Słupsk                                 | 1000 mm                     | b.d.                           | 1910     | 1910           | 1959        | Tramwaje w Słupsku                               |
| Sopot                               | b.d.                                        | 800 mm                      | 2                              | 1884     | brak           | 1906        | Tramwaje w Sopocie                               |
| Szczecin                            | Tramwaje Szczecińskie                       | 1435 mm                     | 119                            | 1879     | 1896           | funkcjonuje | Tramwaje w Szczecinie                            |
| Szczecin                            | Zarząd portu                                | 1435 mm                     | b.d.                           | 1955     | brak           | 1963/1964   | Linia tramwajowa ul. Bytomska – Elewator Ewa     |
| Szczekociny                         | b. d.                                       | 600 mm                      | 21                             | 1915     | brak           | 1935        | Tramwaje w Szczekocinach                         |
| Tarnów                              | b.d.                                        | 1000 mm                     | 2,6                            | 1911     | 1911           | 1942        | Tramwaje w Tarnowie                              |
| Toruń                               | MZK Toruń                                   | 1000 mm                     | 59,159                         | 1891     | 1899           | funkcjonuje | Tramwaje w Toruniu                               |
| Wałbrzych                           | Wałbrzyska Kolej Powiatowa                  | 1000 mm                     | b.d.                           | 1898     | 1898           | 1966        | Tramwaje w Wałbrzychu                            |
| Warszawa                            | Tramwaje Warszawskie                        | 1435 mm (do 1948 – 1525 mm) | 305,4                          | 1866     | 1908           | funkcjonuje | Tramwaje w Warszawie                             |
| Wołomin                             | b. d.                                       | 800 mm                      | b. d.                          | 1907     | brak           | 1939        | Tramwaje konne w Wołominie                       |
| Wrocław                             | MPK Wrocław                                 | 1435 mm                     | 190,14                         | 1877     | 1893           | funkcjonuje | Tramwaje we Wrocławiu                            |
| Zgorzelec                           | b.d.                                        | 1000 mm                     | b.d.                           | 1898     | 1898           | 1945        | Tramwaje w Zgorzelcu                             |

Znaczenie kolorów użytych w tabeli:
     system istniejący, 
     system nieistniejący, 
     system budowany, 
     system scalony z innym.
Ponadto sieć tramwajową posiadały Kołomyja, Lwów i Wilno w okresie przynależności do II Rzeczypospolitej; nadal funkcjonuje ona we Lwowie.
Osobne artykuły: Tramwaje w Kołomyi, Tramwaje we Lwowie, Tramwaje w Wilnie.